# Distretto di Daychopan
Il distretto di Daychopan è un distretto dell'Afghanistan appartenente alla provincia dello Zabol. Conta una popolazione di circa 38.300 abitanti (dati 2013).